# Kylie Minogue-turnék listája
Ez a lista Kylie Minogue turnéállomásait és fellépéseit tartalmazza 1989-től kezdve. Kylie szinte az összes kontinensen megfordult karrierje során. Az első állomás 1988-ban Hongkong-ban volt, ahol egy nightclub-ban lépett fel. Az első igazi nagy koncert a Tokyo Dome-ban Japánban volt, ahol 38 ezer rajongó előtt lépett fel.

## Turnék
| Év | Turné neve                       | Dátum                                                                                   | Műsorok |
| --- | -------------------------------- | --------------------------------------------------------------------------------------- | ------- |
| 1989 | Disco in Dream                   | 1989. október 2. – 1989. október 27. (Ázsia, Európa)                                    | 4       |
| A Disco in Dream négy napig tartott Japánban. Minogue fellépett a Tokyo Dome-ban 38 000 rajongó előtt. |                                  |                                                                                         |         |
| 1990 | Enjoy Yourself Tour              | 1990. február 3. – 1990. május 26. (Ausztrália, Európa, Ázsia)                          | 22      |
| A turné Londonban, Belfastban és Dublinban volt. Itt énekelte Minogue először a „Better the Devil You Know” című dalt. |                                  |                                                                                         |         |
| 1991 | Rhythm of Love Tour              | 1991. február 10. – 1991. március 10. (Ausztrália, Ázsia)                               | 13      |
| Minogue megköszönte az ausztrál rajongóknak hogy hűek maradtak hozzá karrierje kezdete, vagyis 1987 óta. |                                  |                                                                                         |         |
| 1991 | Let’s Get to It Tour             | 1991. október 25. – 1991. november 8. (Európa)                                          | 13      |
| A turnén közreműködött John Galliano ruhatervező, aki a Rhythm of Love Tourra tervezte Minogue ruháit. |                                  |                                                                                         |         |
| 1998 | Intimate and Live Tour           | 1998. június 2. – 1998. július 31.(Ausztrália, Európa)                                  | 21      |
| |                                  |                                                                                         |         |
| 2001 | On a Night Like This Tour        | 2001. március 3. – 2001. május 30.(Európa, Ausztrália)                                  | 43      |
| Minogue ezen a koncerten adta elő először a slágerét, a „Can’t Get You Out of My Head” című dalt. A turnét rögzítették, és megjelent Live in Sydney címmel DVD-n. A DVD a brit listán első helyezést ért el 2001 októberében.                              |                                  |                                                                                         |         |
| 2002 | KylieFever2002                   | 2002. április 26. – 2002. augusztus 16. (Európa, Ausztrália)                            | 50      |
| A turnén bemutatott, viselt ruhákat a science fiction filmek, illetve a Kraftwerk zenekar elektronikus zenei stílusa inspirálta. A turné anyaga DVD-n is megjelent, és jelölték a „Legjobb Zenei DVD” címre, illetve a DVD Awards-ra is 2003 februárjában. |                                  |                                                                                         |         |
| 2005 | Showgirl: The Greatest Hits Tour | 2005. március 19. – 2005. május 7. (Európa)                                             | 37      |
| Minogue-nál mellrákot diagnosztizáltak, ezért a turnét félbe kellett hagynia. |                                  |                                                                                         |         |
| 2006–07 | Showgirl: The Homecoming Tour    | 2006. november 11. – 2007. január 23. (Ausztrália, Európa)                              | 33      |
| |                                  |                                                                                         |         |
| 2008–09 | KylieX2008                       | 2008. május 6. – 2009. augusztus 6. (Európa, Dél-Amerika, Ázsia, Ausztrália)            | 80      |
| Minogue több állomásból álló turnéja során Budapestre is ellátogatott és 2008. május 15-én fellépett a Papp László Sportarénában. |                                  |                                                                                         |         |
| 2009 | For You, For Me Tour             | 2009. szeptember 30. – 2009. október 13. (Észak-Amerika)                                | 9       |
| |                                  |                                                                                         |         |
| 2011 | Aphrodite World Tour             | 2011. február 19. – 2011. július 14. (Európa, Ázsia, Észak-Amerika, Ausztrália, Afrika) | 77      |
| |                                  |                                                                                         |         |
| 2012 | Anti Tour                        | 2012. március 18. – 2012. április 3. (Ausztrália, Európa)                               | 7       |
| |                                  |                                                                                         |         |
| 2014–15 | Kiss Me Once Tour                | 2015. szeptember 24. – 2015. március 28. (Európa, Ausztrália, Ázsia)                    | 35      |
| |                                  |                                                                                         |         |
| 2018–19 | Golden Tour                      | 2018. szeptember 24. – 2019. március 17. (Európa, Ausztrália)                           | 33      |
| |                                  |                                                                                         |         |